# Kunstjahr 1924
Liste der Kunstjahre

◄◄ | ◄ | 1920 | 1921 | 1922 | 1923 | Kunstjahr 1924 | 1925 | ►►

Weitere Ereignisse

## Ereignisse

### British Empire Exhibition

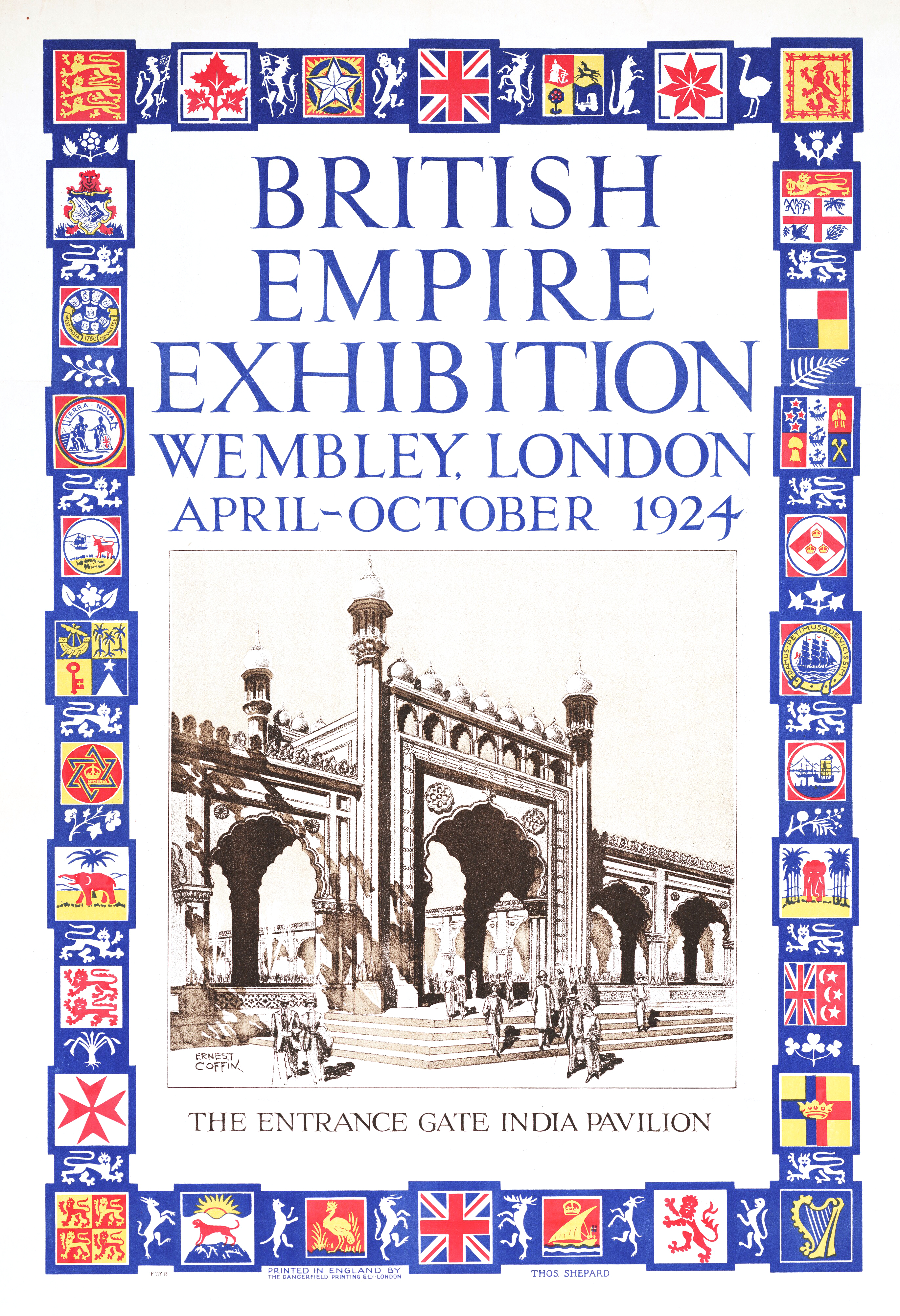
Plakat British Empire Exhibition

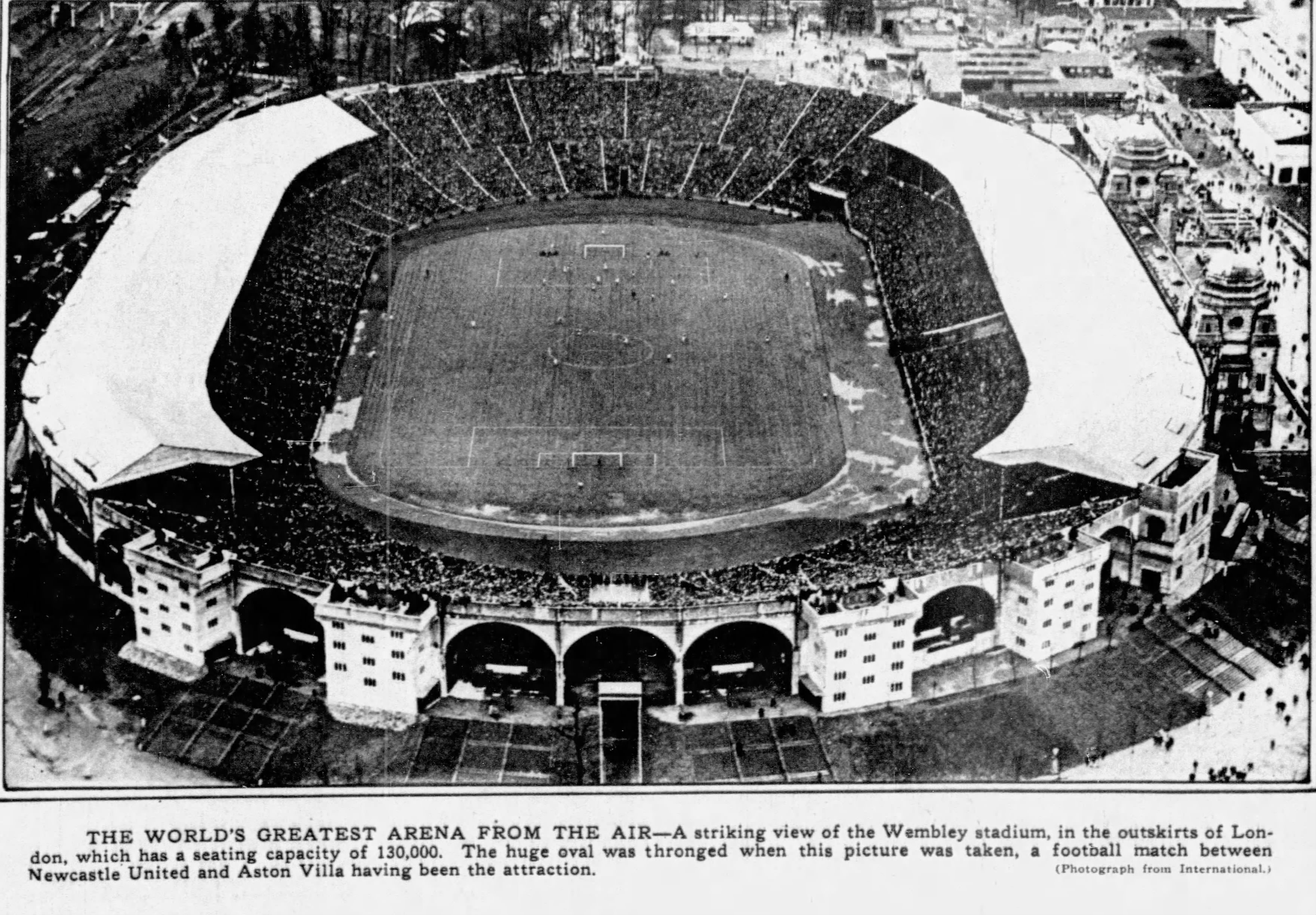
Wembley-Stadion beim FA-Cup-Finale 1924

- 23. April bis 1. November: Rund 27 Millionen Menschen besuchen die British Empire Exhibition, eine Kolonialausstellung in Wembley, London. Die Kosten dieser größten Ausstellung, die je in der Welt inszeniert wurde, belaufen sich auf £12 Millionen. Maxwell Ayrton ist der Architekt des Projektes, Owen Williams der leitende Ingenieur. Die drei Hauptgebäude sind die Paläste der Industrie, der Technik und der Künste. Der Palast der Technik ist zu diesem Zeitpunkt das größte Stahlgebäude der Welt. Die meisten anderen Ausstellungshallen werden aber nur für eine zeitlich begrenzte Dauer konzipiert und später abgerissen. Auf Vorschlag des Vorsitzenden des Ausstellungsausschusses Baron James Stevenson behält man allerdings das British Empire Exhibition Stadium, in dem noch im gleichen Jahr das FA-Cup-Finale ausgetragen wird.

### Kunstwettbewerbe bei den Olympischen Spielen
- 4. Mai bis 27. Juli: Bei den VIII. Olympischen Sommerspielen in Paris werden fünf Kunstwettbewerbe in den Bereichen Baukunst, Literatur, Malerei, Musik sowie Bildhauerkunst ausgetragen. Der Luxemburger Jean Jacoby erhält die Goldmedaille für Malerei.

### Architektur und Bildende Kunst

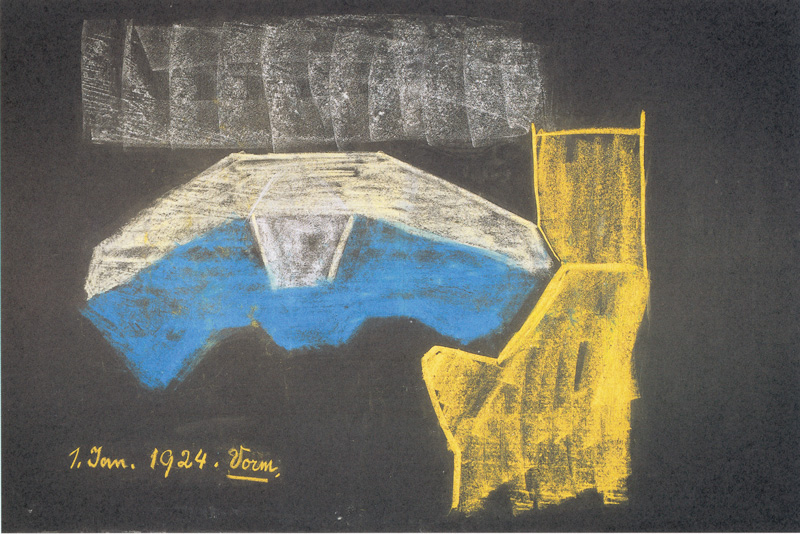
Wandtafelzeichnung Steiners vom 1. Januar 1924 zur äußeren Gestaltung des neuen Goetheanums

- 20. Mai: Rudolf Steiner reicht die Pläne für den Neubau des im Vorjahr abgebrannten Goetheanums in Basel ein, die am 9. September unter Auflagen genehmigt werden, worauf es aus den Reihen des Heimatschutzes beider Basel zu Protesten kommt.
- 6. Juni: In Höchst (heute Stadtteil von Frankfurt am Main) wird das von Architekt Peter Behrens entworfene Technische Verwaltungsgebäude der Farbwerke Hoechst eingeweiht, ein Schlüsselwerk der Industriearchitektur.

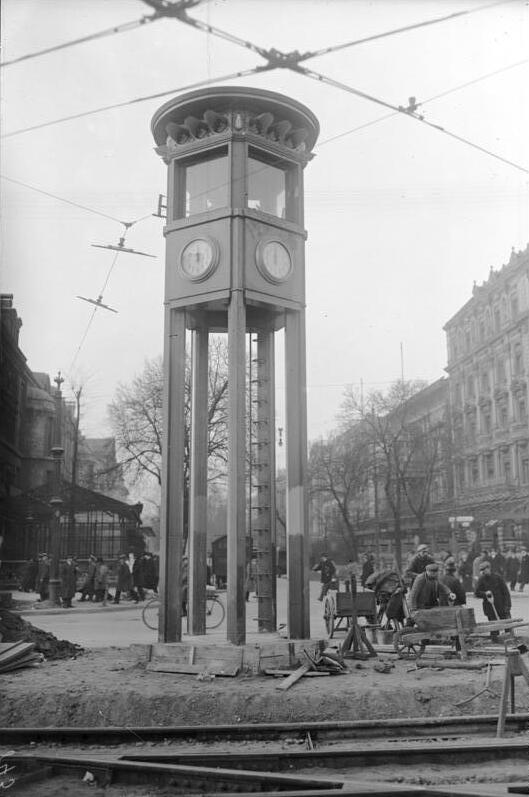
Verkehrsturm Ende November 1924 kurz vor der Fertigstellung

- 15. Dezember: Der Verkehrsturm am Potsdamer Platz mit der ersten Verkehrsampel Deutschlands wird in Betrieb genommen. Als neue Berliner Sehenswürdigkeit ist der Verkehrsturm auf vielen zeitgenössischen Bildern und Postkarten abgebildet und entwickelt sich schnell zum Sinnbild des modernen Berlins der zweiten Hälfte der 1920er Jahre.

### Surrealismus

André Breton (um 1924)

Der französische Dichter und Schriftsteller André Breton veröffentlicht das Manifeste du Surréalisme, in dem er Surrealismus als einen „reinen psychischen Automatismus“ definiert, und wird damit zum wichtigsten Theoretiker dieser geistigen Bewegung. Im gleichen Jahr gründet er mit Pierre Naville und Benjamin Péret die Zeitschrift La Révolution surréaliste, deren erste Ausgabe am 1. Dezember erscheint. Das Vorwort wird von Jacques-André Boiffard, Paul Éluard und Roger Vitrac verfasst.

### Kunst in der Sowjetunion

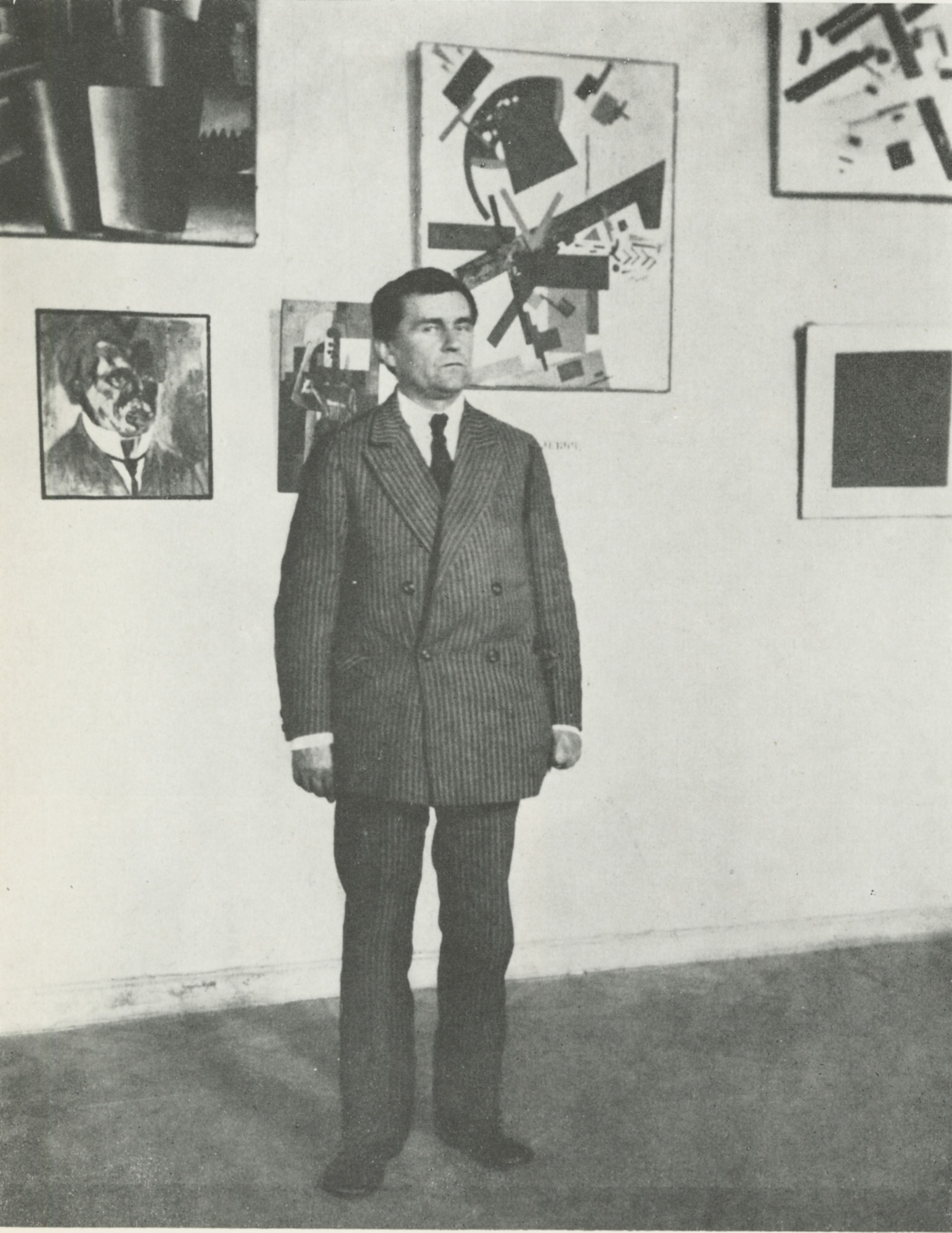
Malewitsch und seine Gemälde in Leningrad, 1924

- Frühjahr: Das Institut für künstlerische Kultur (INChUK) in Moskau wird durch die sowjetische Regierung aufgelöst. In seiner Nachfolge wird in Leningrad das GINChUK (Staatliches Institut für künstlerische Kultur) unter der Leitung von Kasimir Sewerinowitsch Malewitsch gegründet. Der Institution gehören bis 1926 eine Reihe von russischen Künstlern der Russischen Avantgarde an.

## Geboren

### Januar bis April
- 01. Januar: Arthur C. Danto, US-amerikanischer Philosoph und Kunstkritiker († 2013)
- 02. Januar: Horst Egon Kalinowski, deutscher Maler, Grafiker und Bildhauer († 2013)
- 03. Januar: André Franquin, belgischer Comiczeichner († 1997)
- 06. Januar: Carl Auböck, österreichischer Industriedesigner und Architekt († 1993)
- 10. Januar: Eduardo Chillida, spanisch-baskischer Bildhauer († 2002)
- 21. Januar: Hermann Aichmair, österreichischer Hochschullehrer, Autor, Maler, Bildhauer und Sammler († 2022)

- 07. Februar: Ramón Oviedo, dominikanischer Maler († 2015)
- 10. Februar: Günter Anlauf, deutscher Bildhauer und Grafiker († 2000)
- 14. Februar: Lothar Zitzmann, deutscher Maler († 1977)
- 20. Februar: Gloria Laura Vanderbilt, US-amerikanische Schauspielerin, Malerin und Designerin († 2019)
- 25. Februar: Peter Großkreuz, deutscher Karikaturist († 1974)
- 26. Februar: Erwin Hegemann, deutscher Künstler († 1999)
- 29. Februar: Will Elfes, deutscher Bildhauer und Musiker († 1971)

- 02. März: Günter Waldorf, österreichischer Maler († 2012)
- 03. März: Paul Moor, deutscher Schriftsteller, Fotograf und Musikkritiker († 2010)
- 07. März: Eduardo Paolozzi, schottischer Graphiker und Bildhauer († 2005)
- 09. März: Otto van de Loo, deutscher Galerist († 2015)
- 10. März: Annemarie Gottfried-Frost, deutsche Künstlerin († 2022)
- 11. März: Erich Schmitt, deutscher Karikaturist († 1984)
- 22. März: Werner Juza, deutscher Maler, Zeichner und Grafiker († 2022)
- 24. März: Helmut Nickel, deutscher Comiczeichner und -autor († 2019)

- 11. April: August Martin Hoffmann, deutscher Bildhauer († 1985)
- 20. April: Gerold Reutter, deutscher Architekt und Maler († 2021)
- 26. April: Robert Riehl, deutscher Bildhauer und Keramiker in der DDR († 1976)

### Mai bis August
- 08. Mai: Ute Brinckmann-Schmolling, deutsche Grafikerin und Malerin († 2014)
- 15. Mai: Chargesheimer, deutscher Fotograf († 1971)
- 20. Mai: Aida Mitsuo, japanischer Dichter und Kalligraph († 1991)
- 20. Mai: Manfred Kujawski, deutscher Setdesigner, Modellbauer und Formgestalter († 2024)
- 24. Mai: Philip Pearlstein, US-amerikanischer Maler († 2022)
- 25. Mai: Walter Schultheiß, deutscher Schauspieler, Autor und Maler
- 05. Juni: Tom Hodgson, kanadischer Künstler und Kanute († 2006)
- 08. Juni: Carl-Heinz Kliemann, deutscher Maler, Grafiker und Collagekünstler († 2016)
- 17. Juni: Ferry Ahrlé, deutscher Maler, Autor und Entertainer († 2018)
- 20. Juni: Fritz Koenig, deutscher Bildhauer († 2017)
- 21. Juni: Pontus Hultén, eig. Karl Gunnar, schwedischer Kunsthistoriker († 2006)
- 25. Juni: Ladislav Čepelák, tschechischer Maler, Grafiker und Illustrator († 2000)
- 25. Juni: Karl-Heinz Krause, deutscher Bildhauer († 2019)
- 11. Juli: Bertina Lopes, mosambikanisch-italienische Malerin und Bildhauerin († 2012)

- 17. Juli: Françoise Adnet, französische Pianistin und Malerin († 2014)
- 27. Juli: Edeltraud Braun von Stransky, deutsche Malerin († 2023)

- 06. August: Hans Neubert, deutscher Maler und Grafiker († 2011)
- 08. August: Gene Deitch, US-amerikanischer Illustrator, Animator und Filmregisseur († 2020)
- 08. August: Eberhard Werner, deutscher Künstler und Landschaftsmaler († 2002)
- 18. August: Ludwig Engelhardt, deutscher Bildhauer († 2001)
- 18. August: Margot Schürmann, deutsche Architektin († 1998)

### September bis Dezember
- 02. September: Ludwig Leo, deutscher Architekt († 2012)
- 15. September: Lucebert, niederländischer Maler, Grafiker, Lyriker und Schriftsteller († 1994)
- 16. September: Raoul Coutard, französischer Kameramann und Fotograf († 2016)

- 09. Oktober: Ole Jensen, deutscher Zeichner († 1977)
- 30. Oktober: Jean-Michel Charlier, belgischer Comic-Zeichner († 1989)
- 31. Oktober: Enrico Baj, italienischer Maler, Bildhauer und Kunsttheoretiker († 2003)

- 08. November: Robert Häusser, deutscher Fotograf († 2013)
- 09. November: Robert Frank, schweizerisch-amerikanischer Fotograf und Filmregisseur († 2019)
- 16. November: Adam Keel, Schweizer Maler († 2018)

- 04. Dezember: John Portman, US-amerikanischer Architekt († 2017)
- 09. Dezember: Traute Gruner, deutsche Künstlerin († 2025)
- 12. Dezember: Otto Andersen, deutscher Architekt († 1981)
- 28. Dezember: Gerhard Stauf, deutscher Graphiker, Illustrator und Kupferstecher († 1996)

## Gestorben

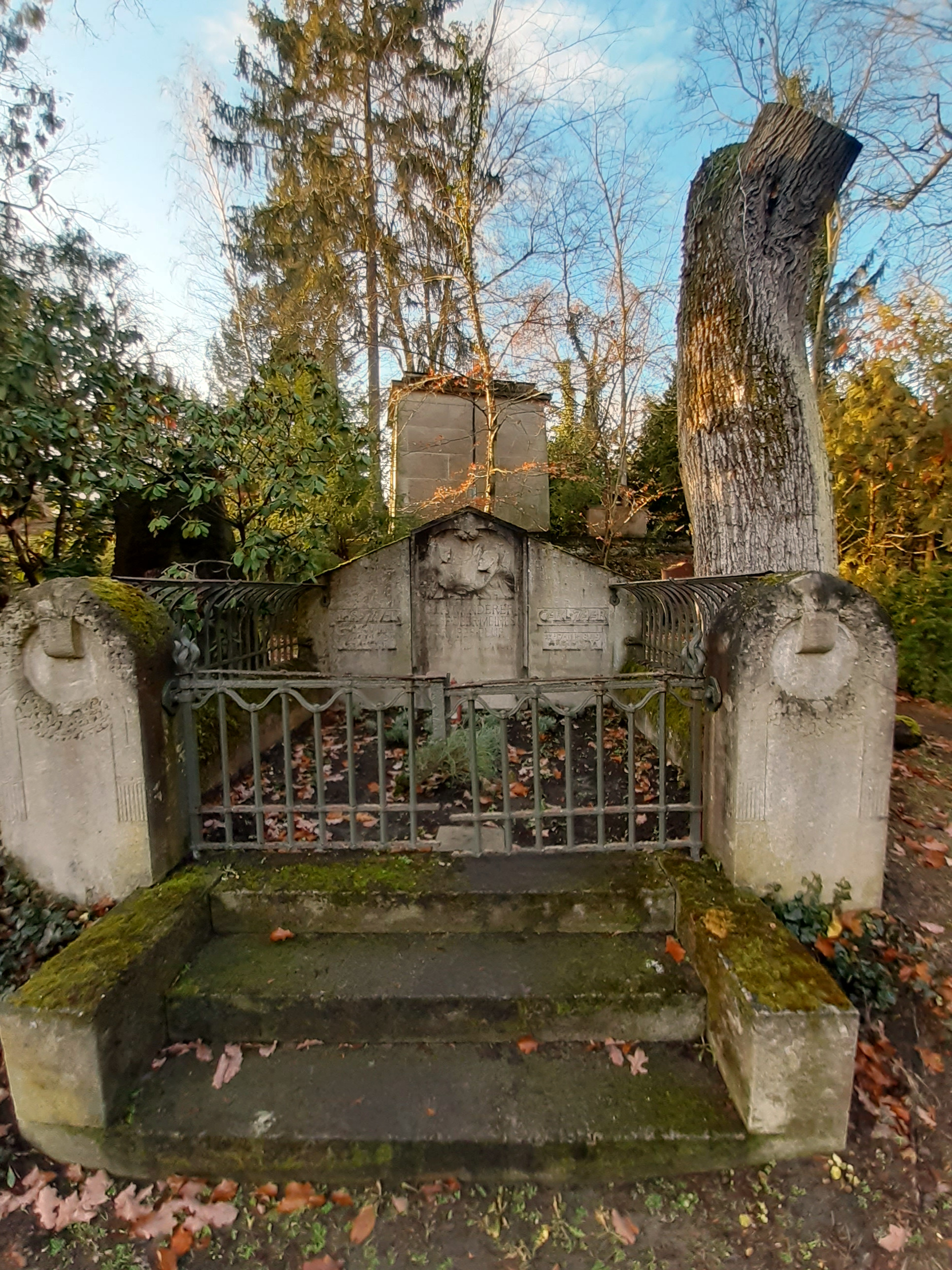
Grabstätte von Carl Zaar auf dem Alten Friedhof Klein-Glienicke in Potsdam

- 16. Januar: Carl Zaar, deutscher Architekt (* 1849)
- 19. Januar: Emil Franz Adam, deutscher Maler (* 1843)

- 21. Februar: Louis Douzette, deutscher Maler (* 1834)

- 08. März: Mathilde von Rothschild, deutsche Mäzenatin (* 1832)

- 14. April: Louis Sullivan, US-amerikanischer Architekt (* 1856)

- 30. Mai: Heinrich Messikommer, Schweizer Auktionator, Kunst- und Antiquitätenhändler (* 1864)
- 00. Mai: Joseph-Jean-Félix Aubert, französischer Maler (* 1849)

- 11. August: Franz Schwechten, deutscher Architekt (* 1841)
- 19. August: Ferdinand Cheval, französischer Postbote und Erbauer des sogenannten „Palais idéal“ (* 1836)

- 27. Oktober: Abraham Ángel Card Valdés, mexikanischer Künstler (* 1905)
- 27. Oktober: Josefine Swoboda, österreichische Malerin und Grafikerin (* 1861)

- 07. November: Hans Thoma, deutscher Maler (* 1839)
- 20. November: Dora Hitz, deutsche Malerin (* 1856)

- 27. Dezember: Léon Bakst, russisch-französischer Maler, Bühnen- und Kostümbildner (* 1866)